# Pedro Paulo Santos

Aartsbisschop Pedro Paulo Santos

Pedro Paulo Santos (Porac, 29 juni 1889 - 6 april 1965) was een Filipijns rooms-katholieke geestelijke en aartsbisschop van Caceres. 

## Biografie
Pedro Paulo Santos werd op 29 juni 1889 geboren in Porac in de Filipijnse provincie Pampanga. Santos studeerde aan het San Jose-Seminarie van de Jezuïtische Ateneo de Manila University. Hij werd op 21 mei 1938 werd Santos door Paus Pius XI benoemd tot bisschop van Nueva Caceres. Santos hechtte veel belang aan onderwijs als basis van de groei van het katholieke geloof. Hij was betrokken bij de oprichting van diverse katholieke scholen in zijn bisdom. Het was op zijn uitnodiging dat de Jezuïeten in 1940 een school startten onder de naam Ateneo de Naga, dat uiteindelijk uitgroeide tot de Ateneo de Naga University. Ook was hij onder meer verantwoordelijk voor de oprichting van de Naga Parochial School in juli 1947. In 1951 werd het bisdom Nueva Caceres verheven tot het aartsbisdom Caceres en Santos werd tegelijkertijd op 21 juni 1951 ook benoemd tot aartsbisschop. 
Pedro Paulo Santos overleed in 1965 op 75-jarige leeftijd.